# Steve Meretzky
Steven Eric Meretzky (Yonkers, 1º maggio 1957) è un programmatore e autore di videogiochi statunitense.
È noto per la trasposizione videoludica, realizzata in collaborazione con Douglas Adams, della serie Guida galattica per gli autostoppisti, oltre che alla creazione di numerose avventure testuali tra cui A Mind Forever Voyaging e Zork Zero. Ha lavorato per anni in Infocom, prima di fondare la Boffo Games, nel 1994.